# Museo di storia Samtskhe-Javakheti
Il museo di storia Samtskhe-Javakheti (in georgiano სამცხე-ჯავახეთის ისტორიული მუზეუმი?) è un museo ad Akhaltsikhe, Samtskhe-Javakheti, in Georgia, fondato nel 1923. Nella sua forma attuale rinnovata, il museo è stato aperto nel 2012 come parte del museo nazionale georgiano. Si trova sul territorio della fortezza ricostruita di Akhaltsikhe, conosciuta come "Rabati".